# M1 Kliniken
Die M1 Kliniken AG ist ein deutsches Unternehmen, welches primär für den Betrieb von Zentren und Kliniken für Schönheitsoperationen bekannt ist.

## Geschäftsmodell
Das Geschäft der M1 Kliniken gliedert sich in die zwei Segmente „Beauty“ und „Handel“. Der Bereich „Beauty“ umfasst das Geschäft mit Schönheitsoperationen sowie den Betrieb der nötigen medizinischen Infrastruktur (Zentren und Klinik). Das Unternehmen bietet ein breites Spektrum an Dienstleistungen, darunter ambulante Behandlungen wie Faltenunterspritzungen aber auch operative Eingriffe wie Brustvergrößerungen oder Fettabsaugungen. Im Jahr 2022 betrug der Umsatz in diesem Segment etwa 60 Mio. € (entspricht etwa 20 % des Gesamtumsatzes).
Im Bereich „Handel“ vertreibt das Unternehmen hauptsächlich Generika und Biosimilars, also Nachahmerprodukte von hochpreisigen Spezialmedikamenten beispielsweise aus den Bereichen Onkologie und Neurologie. Seit 2018 wird zudem unter der Marke „M1 Select“ eine eigene Serie von Kosmetika angeboten. Im Geschäftsjahr 2022 betrug der Umsatz des Segments „Handel“ 225 Mio. € (entspricht etwa 80 % des Gesamtumsatzes).

## Unternehmensgeschichte
Das Unternehmen wurde 2007 gegründet. Der Börsengang erfolgte 2015. Im Jahr 2018 betrieb das Unternehmen eine chirurgische Privatklinik in Berlin sowie 19 ambulante Zentren in Deutschland. Bis zum Ende des Geschäftsjahres 2022 stieg die Anzahl der Zentren auf 54, davon 36 in Deutschland. Über Deutschland hinaus ist das Unternehmen in den Niederlanden, im Vereinigten Königreich, der Schweiz, Österreich, Kroatien und Ungarn sowie Australien aktiv.

## Kritik
Laut internen Chatprotokollen, die der Redaktion von Reschke Fernsehen vorliegen, werden Ärzte im Unternehmen dazu gedrängt, Druck auf Patienten auszuüben, um sie zu teuren Schönheitseingriffen zu bewegen.